# Xã Lake Hester, Quận McHenry, Bắc Dakota
Xã Lake Hester (tiếng Anh: Lake Hester Township) là một xã thuộc quận McHenry, tiểu bang Bắc Dakota, Hoa Kỳ. Năm 2010, dân số của xã này là 45 người.